# Salusbury Pryce Humphreys
Pour les articles homonymes, voir Humphreys.
Salusbury Pryce Humphreys, né le 24 novembre 1778 en Angleterre à Clungunford et mort le 17 novembre 1845  à Cheltenham, était un officier de la Royal Navy qui a servi durant les guerres de la Révolution française, les guerres napoléoniennes et la guerre de 1812, atteignant le rang de rear-admiral (contre-amiral).
Il entra dans la Navy durant la crise de Nootka en 1790 en servant à bord de nombreux navires. Il commença sa carrière comme matelot qualifié avant de grimper successivement les rangs pour atteindre celui de midshipman aux commencements des guerres de la Révolution française. Humphreys devint lieutenant alors qu'il servait dans les Caraïbes où il supporta les opérations de l'armée de terre contre les colonies et les îles ennemies de l'Angleterre avant son retour en métropole. Il fut ensuite déployé dans la Manche et la mer du Nord où il se distingua durant un abordage au large de l'île batave de Schiermonnikoog, lorsqu'il manqua de mourir à la suite de l'explosion de ce navire. Après avoir à nouveau appuyé des opérations terrestres, cette fois-ci en Hollande, il fut promu au grade de commander même s'il dut attendre deux ans avant de recevoir un commandement.
Sa promotion au grade de post-captain suivit de peu en Amérique du Nord. Le capitaine Humphreys fut affecté comme commandant du navire amiral du responsable des opérations de cette zone. La désertion étant devenue une question problématique au sein de la Royal Navy, c'est pourquoi Humphreys désormais aux commandes du cinquante canons HMS Leopard reçut l'ordre d'intercepter la frégate américaine Chesapeake qui était suspectée d'avoir plusieurs déserteurs au sein de son équipage. Il trouva la Chesapeake dont son capitaine refusa la fouille du bâtiment. Humphreys ouvrit alors le feu contre la frégate américaine qui n'était pas prête à combattre. Les Américains se rendirent et Humphreys captura plusieurs déserteurs. Les conséquences de ce qui fut rapidement nommé affaire Chesapeake-Leopard furent importantes. Une crise diplomatique eut lieu entre les gouvernements américain et britannique. Pour apaiser les tensions, Humphreys ne reçut plus de commandement. Il se trouvait déjà dans une situation agréable, marié avec descendance et fut occupé par la succession de Bramall Hall. Il fut promu rear-admiral et réintégré parmi les officiers en activité. En 1838, il changea son nom de famille en Davenport lorsque son épouse hérita. Il mourut en 1845.

## Biographie

### Famille et premières années
Salusbury Pryce Humphreys naquit à Clungunford Rectory le 24 novembre 1778. Il était le troisième fils du révérend Evan Humphreys et de son épouse Mary,. Il entra dans la Royal Navy le 1er juillet 1790 au cours de la crise de Nootka, servant comme volontaire à bord du soixante-quatre canons Ardent qui était alors sous le commandement du captain James Vashon. Il servit ensuite sur le cinquante canons Trusty qui était le navire amiral du rear-admiral John Laforey dans les îles Leeward, avant une affectation sur le trente-deux canons Solebay du captain Matthew Squire,. Il fut alors enregistré parmi son équipage comme matelot qualifié. Il servit ensuite sur le Fairy de Francis Laforey puis sur le Severn du captain Paul Minchin, bâtiment sur lequel il fut enregistré comme midshipman peu de temps avant le début guerres de la Révolution française en février 1793. Le Severn convoya le gouverneur général du Canada Guy Carleton et sa famille jusqu'à Québec avant de regagner la Grande-Bretagne en 1794. Humphreys suivit le captain Minchin sur son bâtiment suivant, le trente-huit canons Hebe qui voyagea jusqu'aux West Indies. Au cours de cette période, Humphreys servit comme lieutenant sur le Fury du captain Henry Evans en avril 1796,.
Humphreys participa ensuite en support du siège de Sainte-Lucie par Ralph Abercromby avant de convoyer la dépêche de l'attaque de Porto Rico jusqu'en métropole. Le 17 janvier 1797, Humphreys fut officiellement promu lieutenant en parallèle d'une affectation sur le Sally qui servait en mer du Nord sous les ordres du captain George Wolfe. En 1798, il était affecté au Juno qui opérait dans les mêmes eaux sous le commandement de George Dundas.

### Affectation sur le HMSPylades
En août 1798, Humphreys fut envoyé à terre avec quelques membres d'équipage de la Juno afin de participer à l'expédition du captain Adam Mackenzie du Pylades au large de l'île de Schiermonnikoog. Des navires britanniques attaquèrent et capturèrent la canonnière Crash et préparèrent également une manœuvre visant à capturer la goélette batave Vengeance, à l'ancre et sous protection d'une batterie côtière. Le 12 août, Mackenzie envoya Humphreys ainsi qu'un autre lieutenant capturer quelque schuyts, des petits bateaux à voile. Ils en capturèrent deux, en brûlèrent une et menèrent l'autre jusqu'au reste de la flottille britannique. Mackenzie l'arma d'une caronade de 12 livres et la nomma Undaunted avec pour commandant Humphreys. Mackenzie lança son attaque contre la goélette et la batterie côtière le jour suivant, le 13 août. Le Crash était censé couvrir Humphreys à bord de l'Undaunted, mais il s'échoua. Humphreys se rapprochait le long du navire ennemi qui était en cours d'abandon par son équipage. La forte marée empêchait Humphreys de se maintenir le long de la goélette et la forme de sa coque l'empêcha de l'aborder. Il choisit alors de sauter dans la mer pour aller accrocher une corde au navire. Une fois dans l'eau, il ne parvint pas à lutter contre la marée et dut être ramené à bord. Il avait tout juste regagné le pont de l'Undaunted lorsque la Vengeance explosa : son équipage avait piégé l'armurerie avant de l'abandonner. Le reste de la flottille était en parallèle parvenue à détruire la batterie côtière. Aucun combattant britannique ne fut tué ou même blessé durant le combat.
Après le débarquement anglo-russe en République batave en août 1799, Humphreys quitta la Juno pour le cinquante canons Isis qui était alors le navire amiral du Vice Admiral Andrew Mitchell au sein de la Channel Fleet,. Il suivit l'amiral à bord du Babet, servant dans le Zuiderzee durant les opérations militaires en Hollande. Il fut à bord du Stag assigné à l'escadron du captain Henry Inman de l'Andromeda lorsqu'il engagea le combat contre des frégates françaises à l'ancre à Dunkerque le 7 juillet 1800. Humphreys fut ensuite transféré sur le quatre-vingt dix canons Windsor Castle en 1800. Il fut promu commander le 29 avril 1802 sur ce même bâtiment,.

### Commandements
En dépit de sa promotion, Humphreys dut attendre près de deux ans avant de recevoir un commandement. Il fut finalement nommé sur le Prospero à Portsmouth en janvier 1804,,. Son affectation fut de courte durée : il fut promu post-captain le 8 mai.
Il se maria à Jane Elizabeth Morin en mars 1805. Le couple eut un fils.
En 1806, Humphreys gagna Halifax pour prendre le commandement du cinquante canons Leander, navire amiral du station commander local, le vice-amiral George Cranfield Berkeley. Il assuma ce commandement dès son arrivée en mai. Toutefois, le Leander fut réaffecté en Grande-Bretagne peu après, obligeant Humphreys à le quitter en octobre pour le cinquante canons HMS Leopard. Berkeley préférait vivre à terre, faisant du Leopard un private ship.
Affaire Chesapeake-Leopard

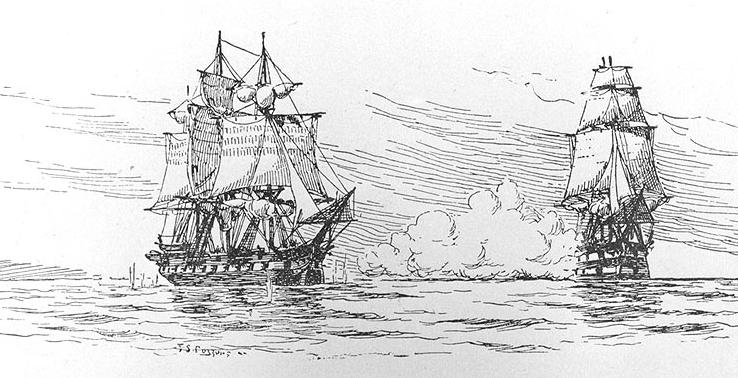
Illustration de 1897 représentant le combat entre la Chesapeake et le Leopard.

La Royal Navy rencontrait des problèmes importants de désertion alors que ses bâtiments se trouvaient dans des ports américains. Ces marins rejoignaient ensuite les rangs de l'US Navy. Berkeley fut averti que de nombreux déserteurs avaient rejoint l'équipage de la frégate Chesapeake et émit en conséquence, le 1er juin 1807, un ordre enjoignant aux navires britanniques de l’intercepter et de procéder à sa fouille,. Arrêter les marins à terre était impossible étant donné qu'ils étaient sous la protection des magistrats. Berkeley ordonna qu'en retour, les capitaines américains soient autorisés à fouiller les navires britanniques à la recherche de déserteurs américains. Envoyé pour appliquer l'ordre de Berkeley, Humphreys trouva la Chesapeake au large de Norfolk le 22 juin et envoya alors un lieutenant demander la permission de fouiller la frégate. Le commandant de la Chesapeake, le commodore James Barron, refusa d'autoriser cette fouille et ordonna à ses hommes de se préparer à l'engager. Humphreys ouvrit le feu et toucha la Chesapeake à de multiples reprises. Cette dernière, mal préparée, ne put tira qu'un seul boulet avant de hisser ses couleurs. Humphreys put ainsi envoyer une équipe fouiller le navire à la recherche de déserteurs. Quatre furent trouvés : Daniel Martin, John Strachan, et William Ware du Melampus ainsi que Jenkin Ratford du Halifax. Ils furent emmenés à bord du Leopard qui s'éloigna de la frégate américaine. Humphreys refusa d'accepter l'offre de Barron de capturer la Chesapeake comme prise. Trois hommes avaient été tués sur la Chesapeake, huit grièvement blessés et dix légèrement.
Alors que la conduite de Berkeley fut approuvée, la capture de ces déserteurs provoqua un incident diplomatique majeur avec les États-Unis. Désireux d'apaiser les tensions avec les Américains, un décret en conseil fut pris pour bannir l'emploi de la force contre des navires ennemis. Berkeley fut rappelé en Grande-Bretagne tandis que Humphreys se trouva selon-lui victime de manigances politiques. Il retourna en Angleterre en 1808 et ne reçut pas de nouveau commandement.

### Fin de vie

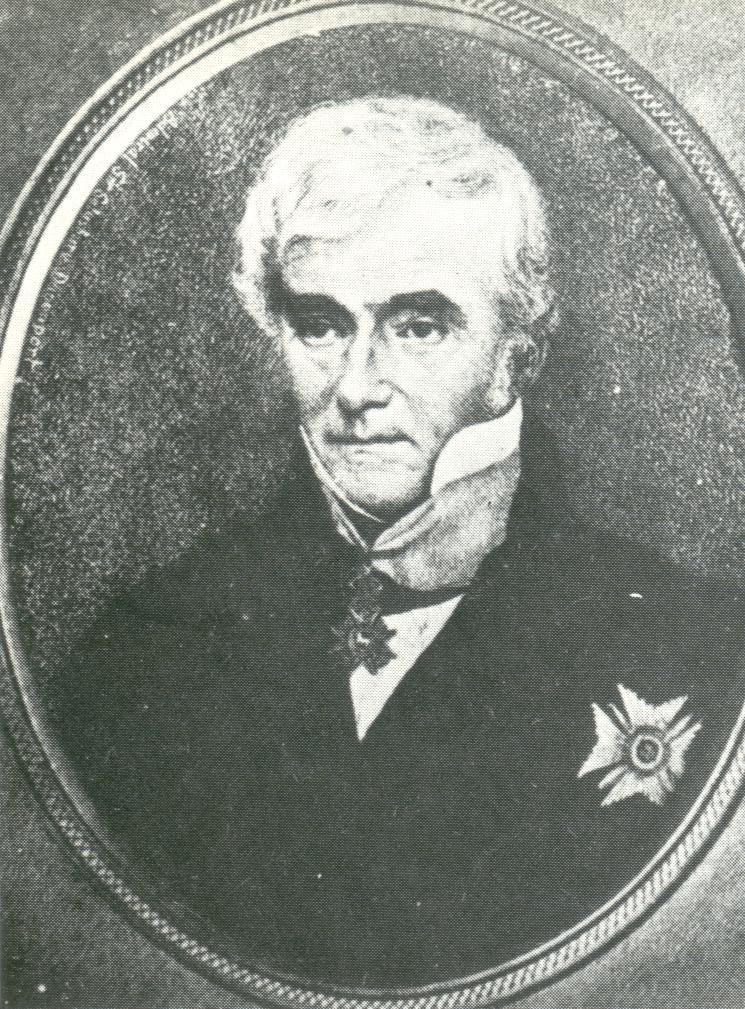
Salusbury Davenport à la fin de sa vie. Il porte les insignes de compagnon de l'ordre du Bain et de chevalier commandeur de l'ordre royal des Guelfes.

Humphreys passa le reste de la guerre à terre en demi-solde, trouvant des activités civiles, servant comme juge de paix à Buckingham, Chester et Lancaster. Son épouse Jane mourut en septembre 1808 et se remaria le 31 mai 1810 avec Maria Davenport de Bramall Hall. Le couple eut cinq fils et deux filles,.
Après la fin de la guerre, il fut placé sur la liste des capitaines en retraite mais fut nommé compagnon de l'ordre du Bain le 26 septembre 1831. Il reçut une autre récompense lorsqu'il fut nommé chevalier commandeur de l'ordre royal des Guelfes en février 1834 et promu au grade de Rear Admiral le 10 janvier 1837. Il prit le nom de famille de Davenport lorsque son épouse hérita de Bramall Hall en 1838. Le 17 août 1840, il fut réintégré parmi les officiers d'active,. Humphreys s'installa à Bramall alors qu'il était devenu respecté dans la région de Stockport avant l'héritage de sa femme. Survinrent toutefois des querelles de succession avec d'autres membres de la famille Davenport. Il déménagea avec Maria pour Cheltenham en 1841 sans doute également du fait que la vie à Bramall Hall était devenue trop onéreuse ou pour des raisons de santé. Humphreys mourut le 17 novembre 1845 à l'âge de soixante-six ans. Il fut inhumé à Leckhampton,.